# Nipponomeconema
Nipponomeconema is een geslacht van rechtvleugeligen uit de familie sabelsprinkhanen (Tettigoniidae). De wetenschappelijke naam van dit geslacht is voor het eerst geldig gepubliceerd in 1983 door Yamasaki.

## Soorten
Het geslacht Nipponomeconema omvat de volgende soorten:
- Nipponomeconema hidaense Yamasaki, 1983
- Nipponomeconema musashiense Yamasaki, 1983
- Nipponomeconema mutsuense Yamasaki, 1983
- Nipponomeconema surugaense Yamasaki, 1983